# 深化組事件
深化組事件（朝鲜语：／）是於1997年至2000年間期發生在朝鮮民主主義人民共和國的一場大規模肅清運動。此事件歷時4年，由時任朝鮮勞動黨總書記金正日發起、朝鮮勞動黨中央行政部部長張成澤負責，社會安全部（現社會安全省）執行。在這幾年間，被冠上間諜之名而被清洗的人數達2萬5千人，其中包括了平民以至政府高幹。這些人當中有數千人遭到處決，其餘的則被投進集中營。由於事件牽連之廣，因而引起民眾的不滿情緒，金正日在2000年停止了肃清，並处决、法办事件中的部分執行者後，運動才正式結束。此事件也被稱为“朝鮮版麥卡錫主義”、“朝鲜版文化大革命”。

## 背景

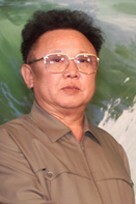
在大饥荒後，為轉移民間的視線，朝鲜劳动党总书记金正日在1997年發動「深化組事件」。

1990年代初，隨著蘇聯解體和經濟崩潰，朝鲜缺乏能力購入糧食和肥料，加上1995年至1997年遭遇连年自然灾害，糧食產量大減，從而造成了在1995年至1998年期間的全國饑荒。此时金正日意識到社會彌漫著一片不安情緒，而朝鲜劳动党中央书记局书记黄长烨的叛逃似乎更印证了这一点，他認為要做一些事來轉移人民的視線。同時，考慮到自己已繼承最高領導人职务3年，勢力已穩，故有意清除其父金日成的部下。為此，他在1997年聲稱國內潛伏著大量為韩国和美國工作的間諜，因而發起一場舉國性的肅清運動。
金正日找來了其妹夫兼朝鮮勞動黨中央行政部部長張成澤負責此事，並交由社會安全部執行。行动起源于朝鮮勞動黨農業委員會委員長徐寬熙和一个集體農场的管理委員長黃今淑。二人先前為金日成的重臣，然而，1997年二人卻分別被冠上「美帝國主義間諜」和「竊取國家財產」的罪名，在平壤公開处决。隨後，社會安全部宣稱「我們是因徐寬熙而死」，又批判黃今淑為復闢地主階級的代表人物。
随后，社會安全部成立了“深化組”（全称“深化处理徐宽熙事件小组”），這是一个擁有8000名安全部精英的機關，“深化組事件”的名字因而得來。同時，張成澤又找來了社會安全部的指導員李哲、社會安全部政治局局長蔡文德、社會安全部參謀長黃潤牟、住民部部長金雲哲、總務部部長安龍國、尹桂洙和崔德成等15人推行此事。

## 過程
「深化組事件」可分為兩階段，首階段發生在1997年至1998年，第二階段則在1998年至2000年間。
在公開處決徐寬熙和黃今淑後，李哲和蔡文德等人開始以搜查朝鲜战争的間諜為名掀起了一場大規模的清洗。這次，他們主要的針對目標是那些在户籍上沒有記錄的老人。在嚴刑下，不少長者也因受不住而被迫認罪。同時，「深化組」又實行連坐，令更多的人受到牽連。最終，在首階段的清洗中，共有3千人遭到處決，1萬多人被投進耀德集中營。蔡文德、尹桂洙和崔德成等人則因清洗有功而被金正日授予「共和國英雄」稱號。
在完成首階段的肅清後，張成澤和蔡文德開始推行第二階段的清洗。在這一段階段的清洗之中，共有包括4名內閣成員在內的2千人被处决，1萬5千人被投到集中營接受勞改。
在此期间，他們出於私人恩怨于1998年把朝鮮勞動黨中央責任書記文成述和前任平壤市責任書記徐允錫列為首要的打擊目標。據曾於社會安全部工作的脫北者稱，文成述曾為金正日的近臣，他曾因將張成澤個人操守的劣行告之金正日而與張成澤結下仇怨。徐允錫則在擔任平壤市安全局局長時由於向上級舉報蔡文德「懶於學習」而和後者產生矛盾。為公報私仇，文成述和徐允錫在接受調查期間遭到電刑、冰刑和拔掉手腳趾甲等多項酷刑的折磨。這使得徐允錫變得精神失常，而文成述更因而自盡。

## 結束
文成述自殺的消息不久後傳入金正日的耳中，加上黄海北道松林市因黄海钢铁联合企业职工不满缺乏配给和司法机关的蛮横爆发了严重抗议，使得他相當震驚。与此同时，牵连过广使得“深化組”引起了社会的不滿，民众及官员中出现这样的议论：“如果那些忠于金日成的官员和居民都是间谍，国家怎么能够维持下去？”為平息事件，金正日在隨後派出“党中央指導部第4科”的人員調查社會安全部。結果，調查人員發現「深化組」使用刑訊逼供以及威嚇等方式迫使疑犯認罪。调查人员还在向金正日提交的调查报告中直截了当地指出深化组的所作所为对民心造成的负面影响。
金正日于是将責任歸咎於蔡文德，並聲稱是他冒用了其名義行事，不久後，蔡文德就被投進耀德集中營。金正日又剝奪了蔡文德、尹桂洙和崔德成等的英雄稱號。李哲、黃潤牟、金雲哲、安龍國、尹桂洙、崔德成等绝大多数负责深化组工作的社会安全部高级官员被列為反革命份子而处决，安全部參謀長黃潤牟則因先前批評勞動黨被冠上反革命罪（後來調查時洗刷掉罪名）及牵涉深化組的问题，死於審訊時所受的傷。深化組遭到解散，由朝鲜人民军保卫司令部、国家安全保卫部、中央检察所组成调查组在朝鲜各地对深化组的问题进行处理。参与深化组的8000余名成员中有6000余人被撤职、监禁乃至处决。

## 后续
為安撫在這次事件中的受害者及其家属，金正日與他們會見，并由政府在玉流馆等平壤知名饭店为其设宴。但会场却被受害者变为对深化组乃至金正日本人的声讨，使得相关活动最终草草收场。由于事件受害者的房屋等财产都被没收，朝鲜政府又在发还受害者财产前对其进行统一安置。“深化组”的严酷刑讯使得许多受害者都有不同程度的身体或者精神损害。一些受害者的回归则对其亲属出现了不同的影响，有些家庭破镜重圆，有些新组成的家庭则因此被再次拆散。
金正日将事件定性為“深化组”成员“被權力蒙蔽了雙眼，挑撥黨和人民的關係，甚至使用比日本殖民者更加恶毒的方式进行刑讯”，社會安全部也被其下令易名為人民保安省。虽然金正日撇清自己与深化组行为的关系，但其本人的威信不可避免地受到了动摇，以至于引发了政权内部的离心倾向。事件本身及亲历者的遭遇还使得朝鲜政府在国内的形象受到了很大冲击。
作为“深化组”实际负责人之一、在事件中起关键作用的张成泽并未受到任何处理，事件本身对其个人毫无波及。直到2013年12月，张成泽在朝鲜劳动党中央政治局扩大会议上被现场逮捕，后被朝鲜国家安全保卫部特别军事法庭以“反党反革命宗派活动”“贪污腐化”等罪名判处死刑。

## 資料來源
1. 1 2 3 4 5 6 7 8 9 10 11 12 13 14 15  . 2010-01-08  [2022-11-04]. （原始内容存档于2022-11-04）.
2. 1 2 3  . 《產經新聞》. 2012-01-14. （原始内容存档于2014-03-01） （日语）.
3. 1 2 3 4 5  . 《產經新聞》. 2016-01-26 （日语）.
4. 1 2 3 4 5  "血の粛清 '深化組事件'の真実を語る" 《北朝鮮報道》 2010 1 11
5. ↑  "為金正日當替死鬼的人們" 《朝鮮日報》中文版 2010 3 24
6. ↑  "金正日實施第五次“血的肅清”" 《朝鮮日報》中文版 2010 6 9
7. ↑  "脫北의 前官吏　韓國誌에 手記　「2万5,000人肅淸」" 《新東亞》10月號 2005年
8. 1 2 3  .   [2022-03-16]. （原始内容存档于2020-10-27）.